# 8626-os mellékút (Magyarország)
A 8626-os számú mellékút egy közel 15 kilométer hosszú, négy számjegyű országos közút Győr-Moson-Sopron vármegye délnyugati részén; Egyházasfalut köti össze Zsirával, feltárva a két település közt meghúzódó, az osztrák határ közvetlen közelségében fekvő kisebb településeket is.

## Nyomvonala
Az Egyházasfaluhoz tartozó, egykor önálló Keresztény településrész nyugati részén ágazik ki a 8623-as útból, majdnem pontosan annak a 11 kilométerénél. Észak-északnyugati irányban indul Fő utca néven, végighalad Dasztifalu, majd a történelmi Egyházasfalu településrészek belterületén, közben, e kettő határa közelében – kicsivel az 1+250-es kilométerszelvénye előtt – beletorkollik északkelet felől a 8625-ös út. A folytatásban egy darabig Ady Endre utca a neve, majd két iránytörésen túljutva, a 2. és 3. kilométerei között Kisgógánfa településrészen húzódik végig, Arany János utca néven. Ahol elhagyja e községrész utolsó házait, ott egyben Egyházasfalu belterületéről is kilép, 3,7 kilométer után pedig már Sopronhorpács területén folytatódik.
Sopronhorpácson előbb a Ságvári utca nevet viseli, a központig, majd ott, a 4+450-es kilométerszelvénye közelében keresztezi a 8627-es utat; utóbbi Lövő és Kőszeg között húzódva itt nagyjából 17,5 kilométer megtételénél jár. A kereszteződést elhagyva a 8626-os út nyugati irányban folytatódik, Fő utca néven, az ötödik kilométerétől már Kislédec településrészben húzódva. E községrész legnyugatibb házait elhagyva, 5,5 kilométer után észak-északnyugati irányba fordul, így lép ki a belterületről, de a községhatárt, a 7. kilométere táján már újból nyugat felé húzódva lépi át.
Und az útjába eső következő település, amit majdnem pontosan 8 kilométer megtételét követően ér el. Belterületi szakasza valamivel több, mint egy kilométeren keresztül húzódik a falu házai között, végig a Fő utca nevet viselve; a 10. kilométerétől pedig már Zsira határai között folytatódik. A 10+550-es kilométerszelvényét elhagyva délnek fordul, így halad az egykori határsáv emlékét őrző, rendszerváltás előtti létesítmények maradványai között, néhol alig több mint 300 méterre az államhatártól.
12,4 kilométer után kiágazik belőle északnyugati irányban a 8649-es út, amely az országhatárig vezet, folytatása osztrák területen, Locsmánd (Lutzmannsburg) határai között már az L225-ös útszámozást viseli, egészen Felsőpulyáig (Oberpullendorf). Zsira belterületén előbb az Undi utca, majd Gyülevíz településrészben a Fő utca nevet viseli, a Rimanóczy-kastély és terebélyes parkja előtti térségben Rákóczi Ferenc utca a neve, utolsó szakaszán pedig a Flórián utca nevet viseli, Salamonfa településrészben. A 8627-es útba beletorkollva ér véget, annak a 23. kilométere közelében; ugyanott ér véget, közel 40 kilométer megtétele után a Ciráktól idáig húzódó 8614-es út is.
Teljes hossza, az országos közutak térképes nyilvántartását szolgáló kira.gov.hu adatbázisa szerint 14,564 kilométer.

## Települések az út mentén
- Egyházasfalu
- Sopronhorpács
- Und
- Zsira

## Képgaléria

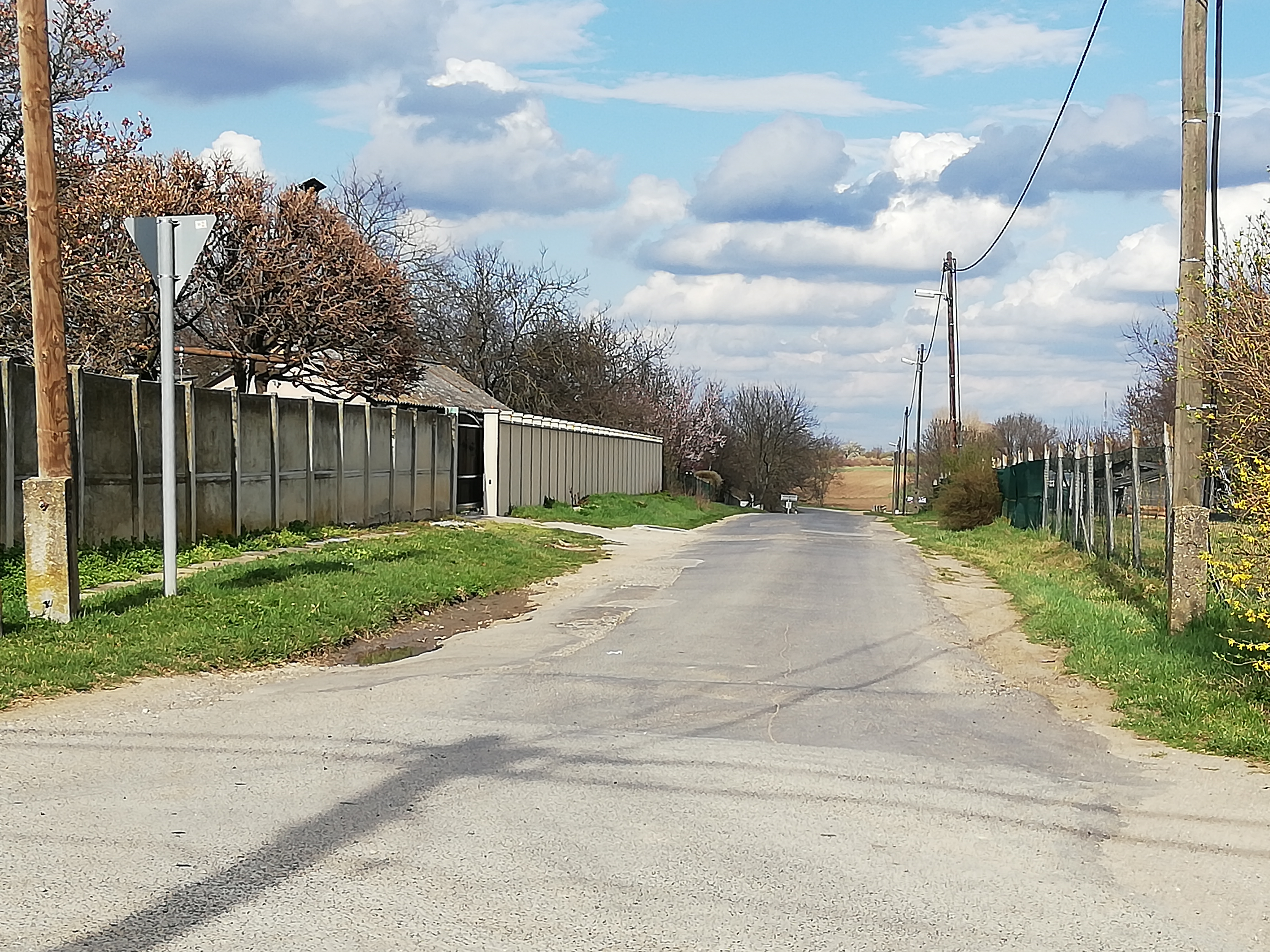
A 8625-ös út betorkollása Nemeskér felől, Dasztifalu és Egyházi településrészek határán
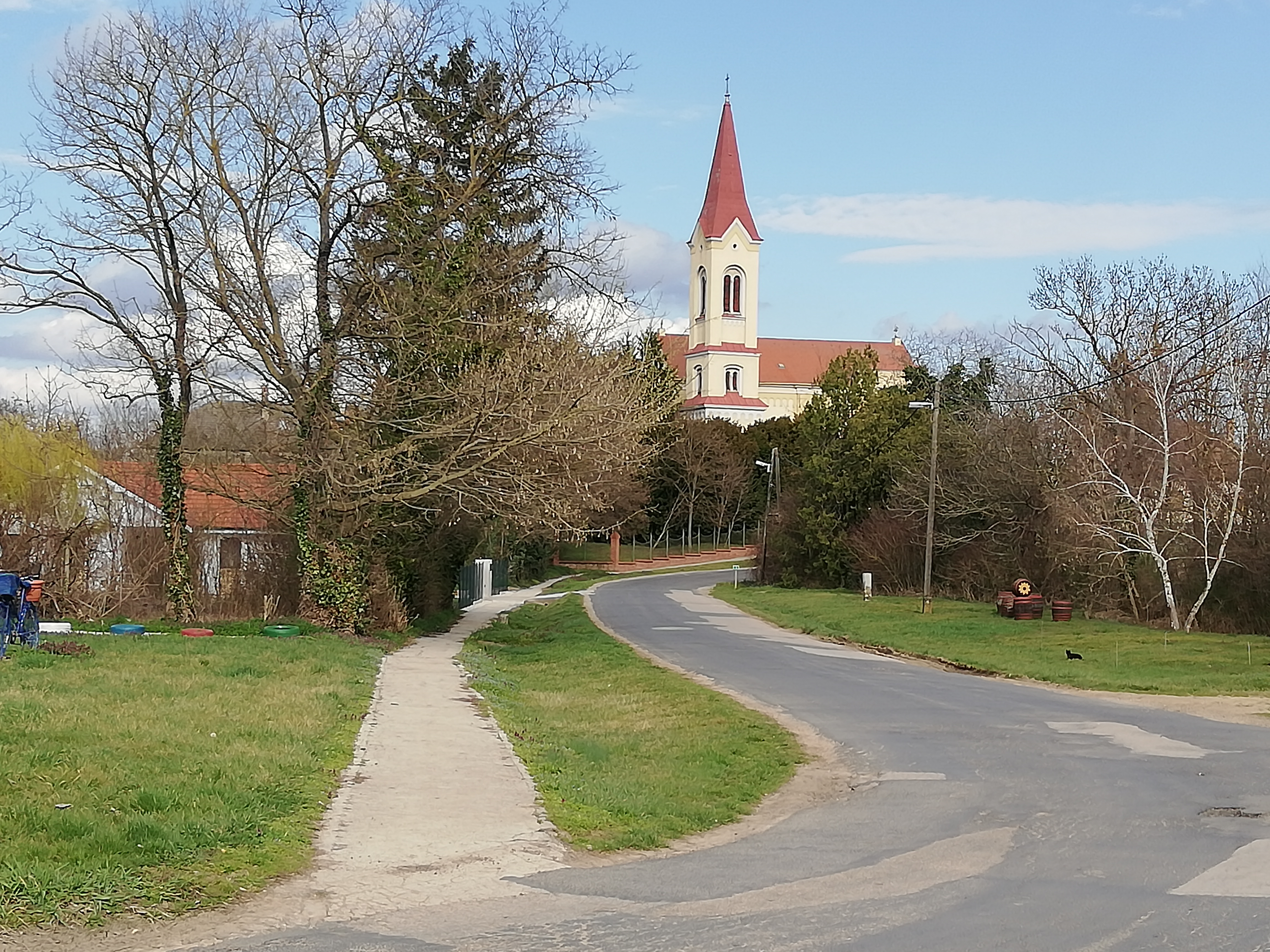
Egyházasfalu, Egyházi községrész Szent György nevére szentelt temploma a 8626-os útról nézve
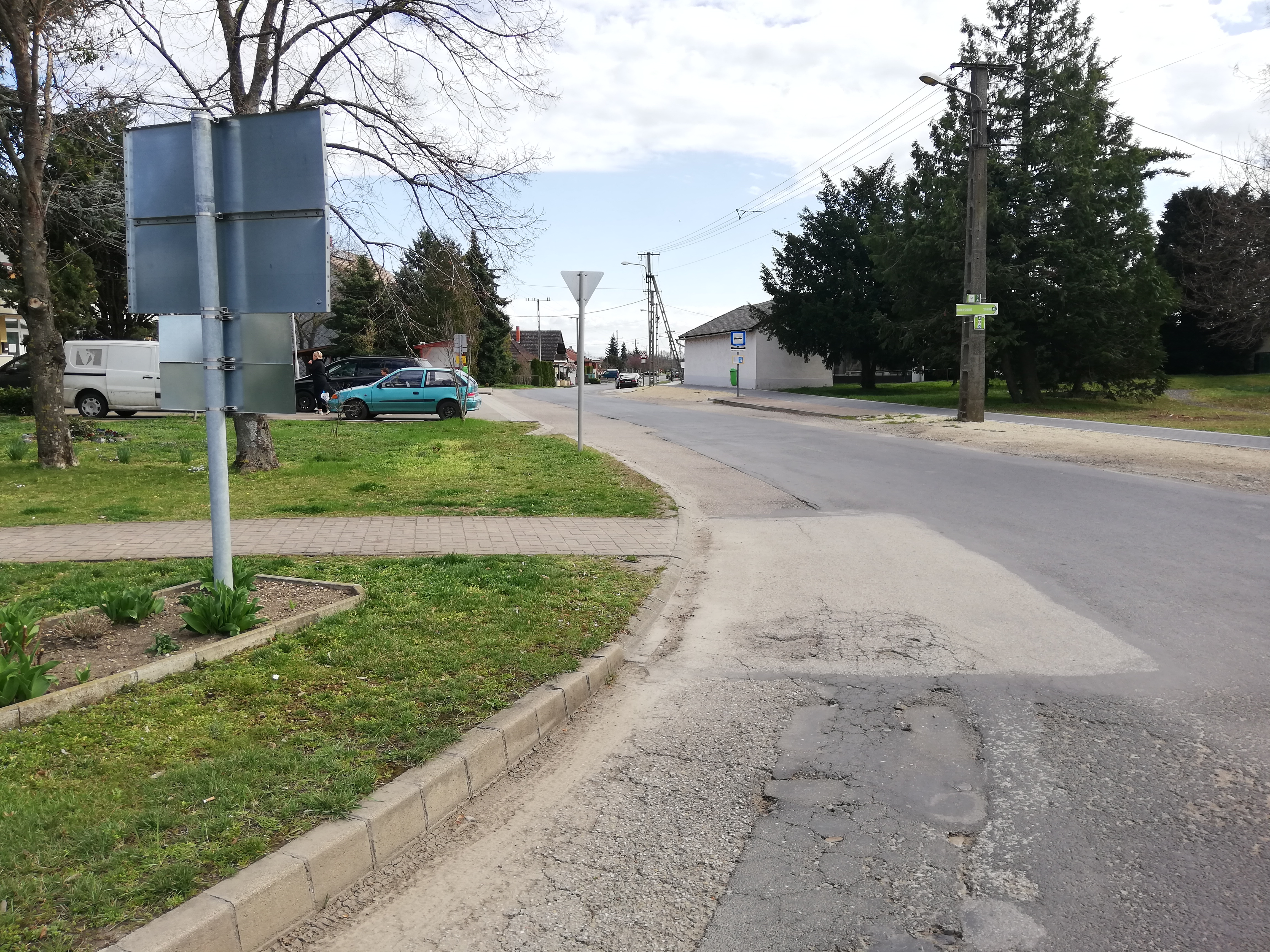
Sopronhorpács központjától Egyházasfalu felé nézve
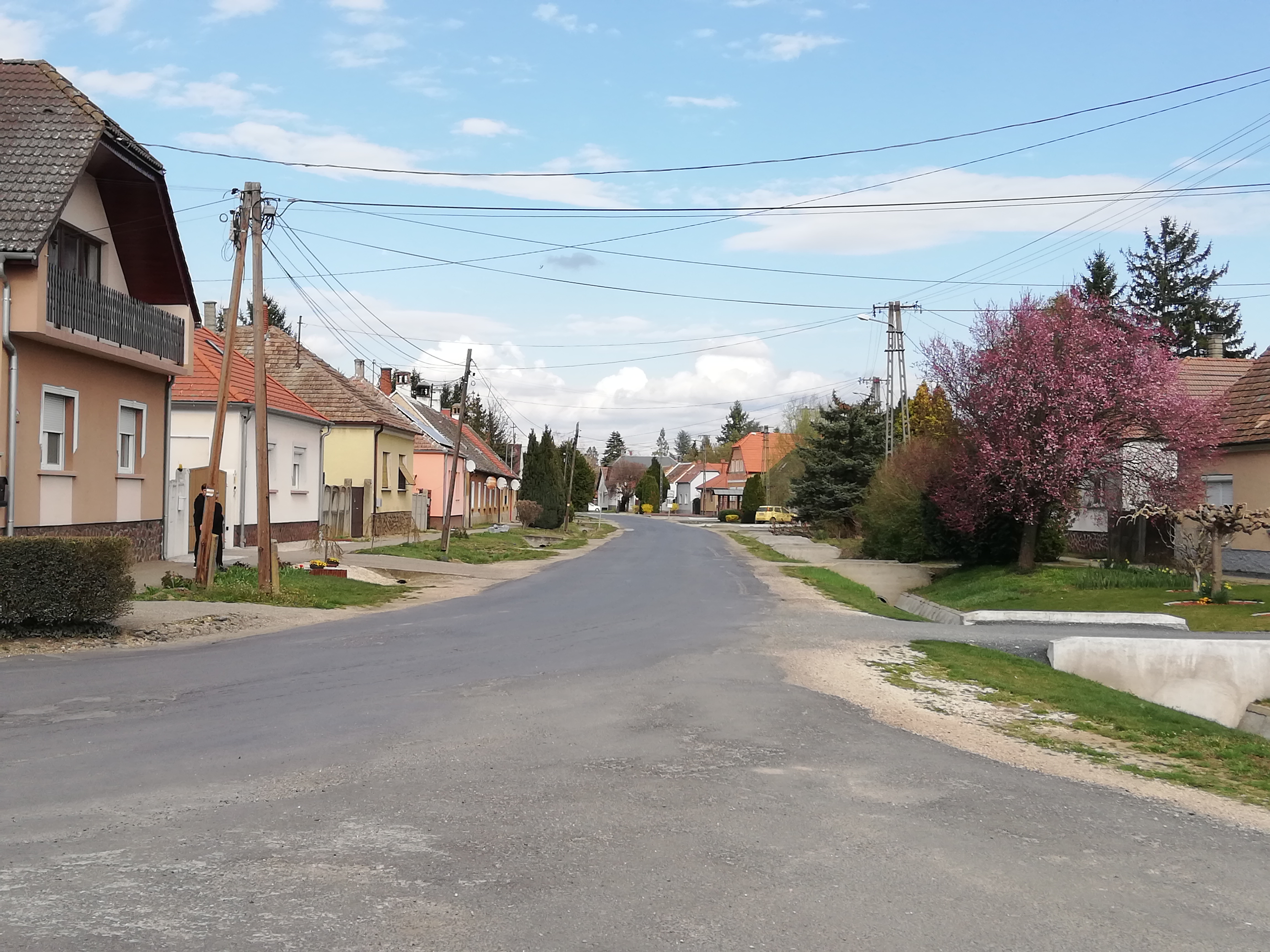
Kislédecen, Sopronhorpács központja felé nézve
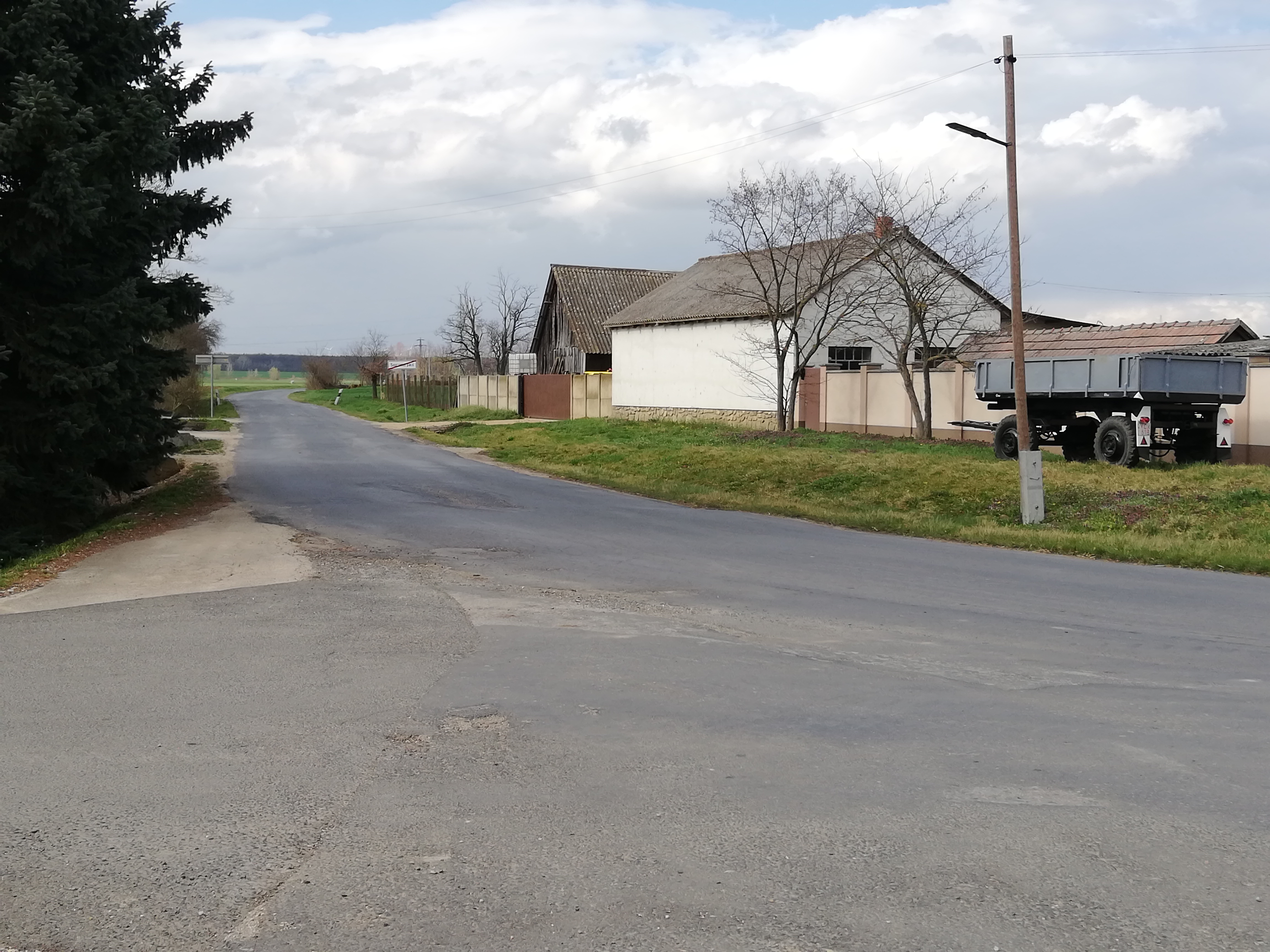
Kislédeci szakasza Und felé nézve
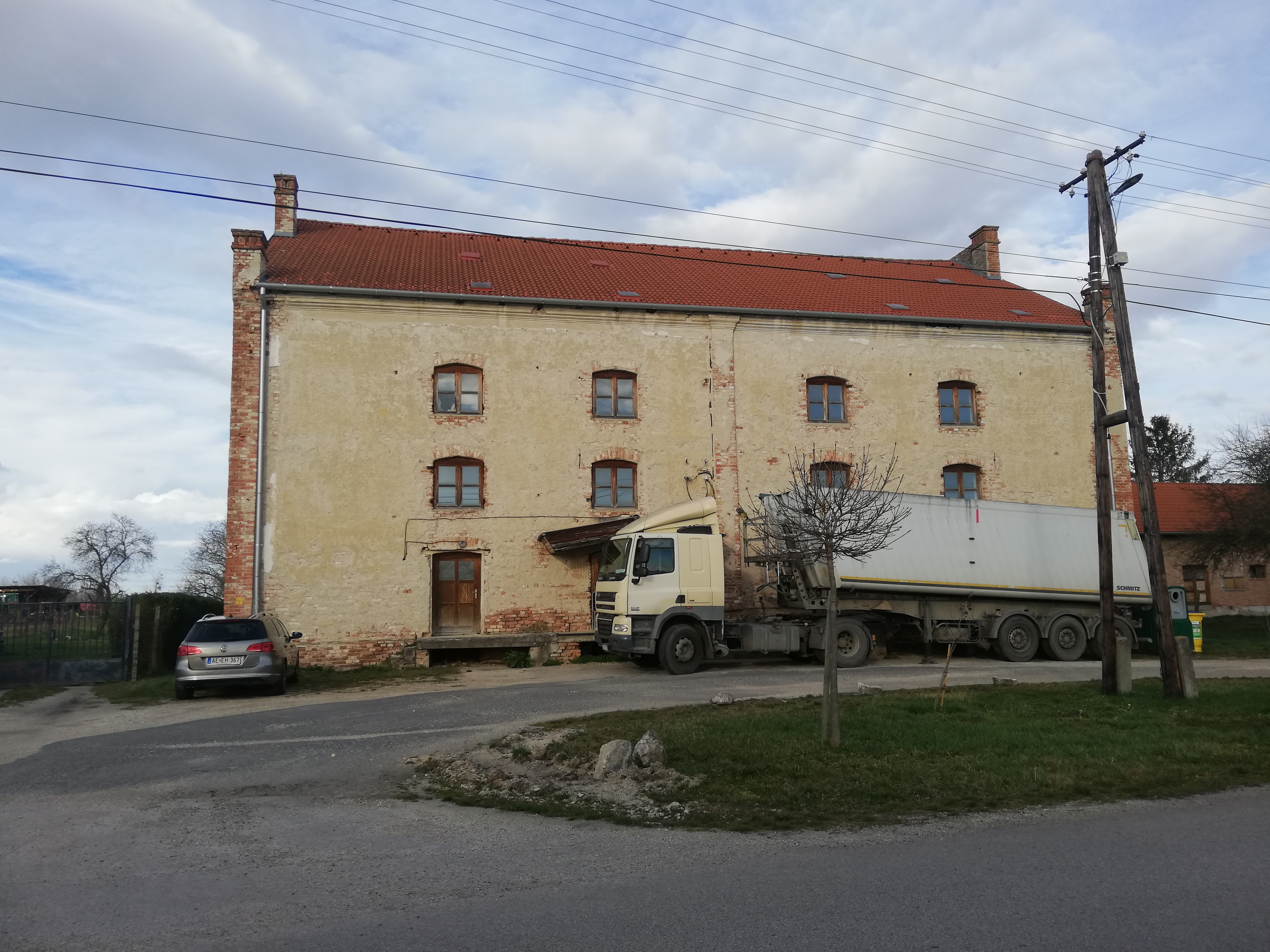
Zsira, régi magtár
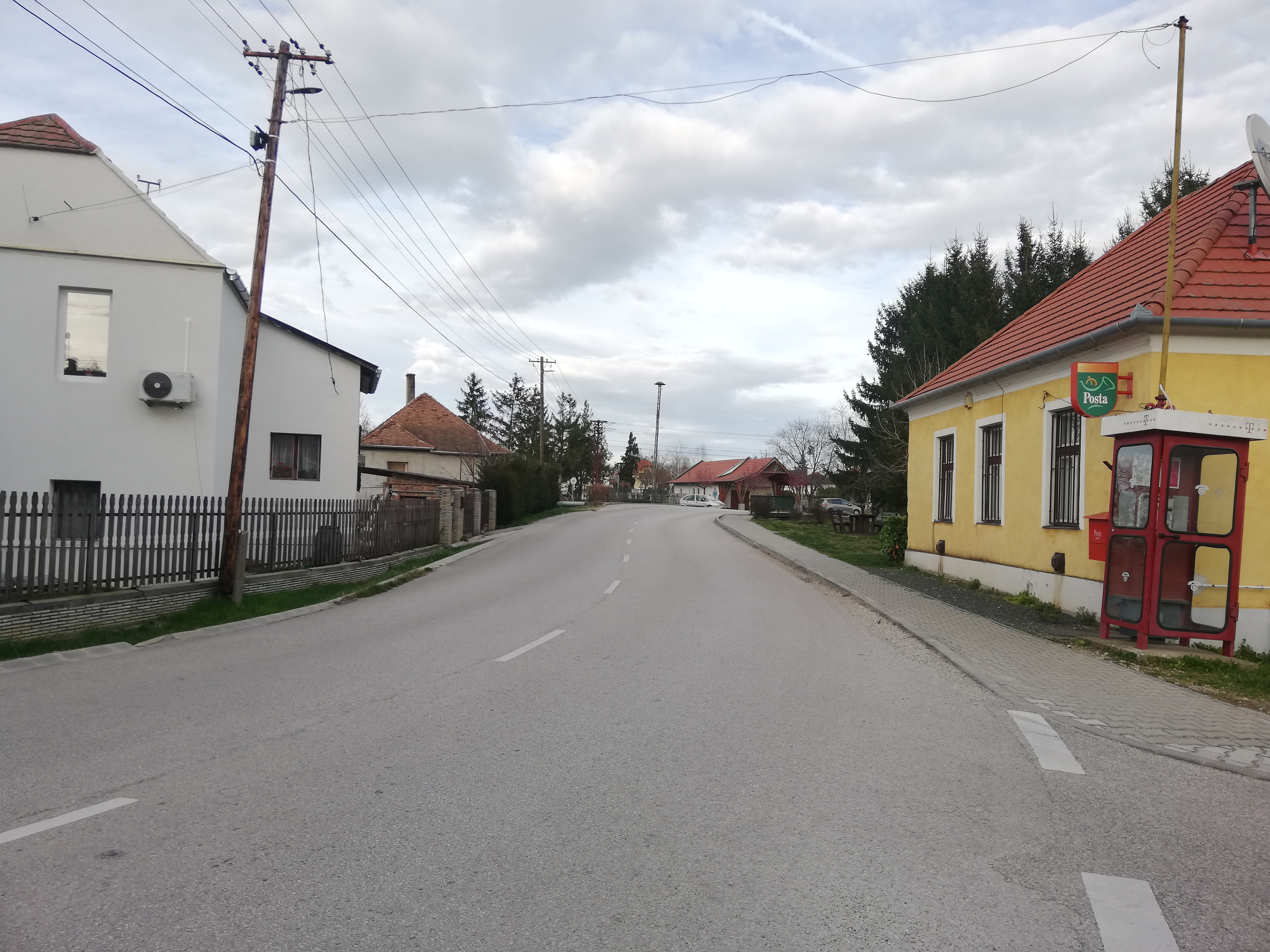
Zsirai postahivatal a 8626-os út mellett
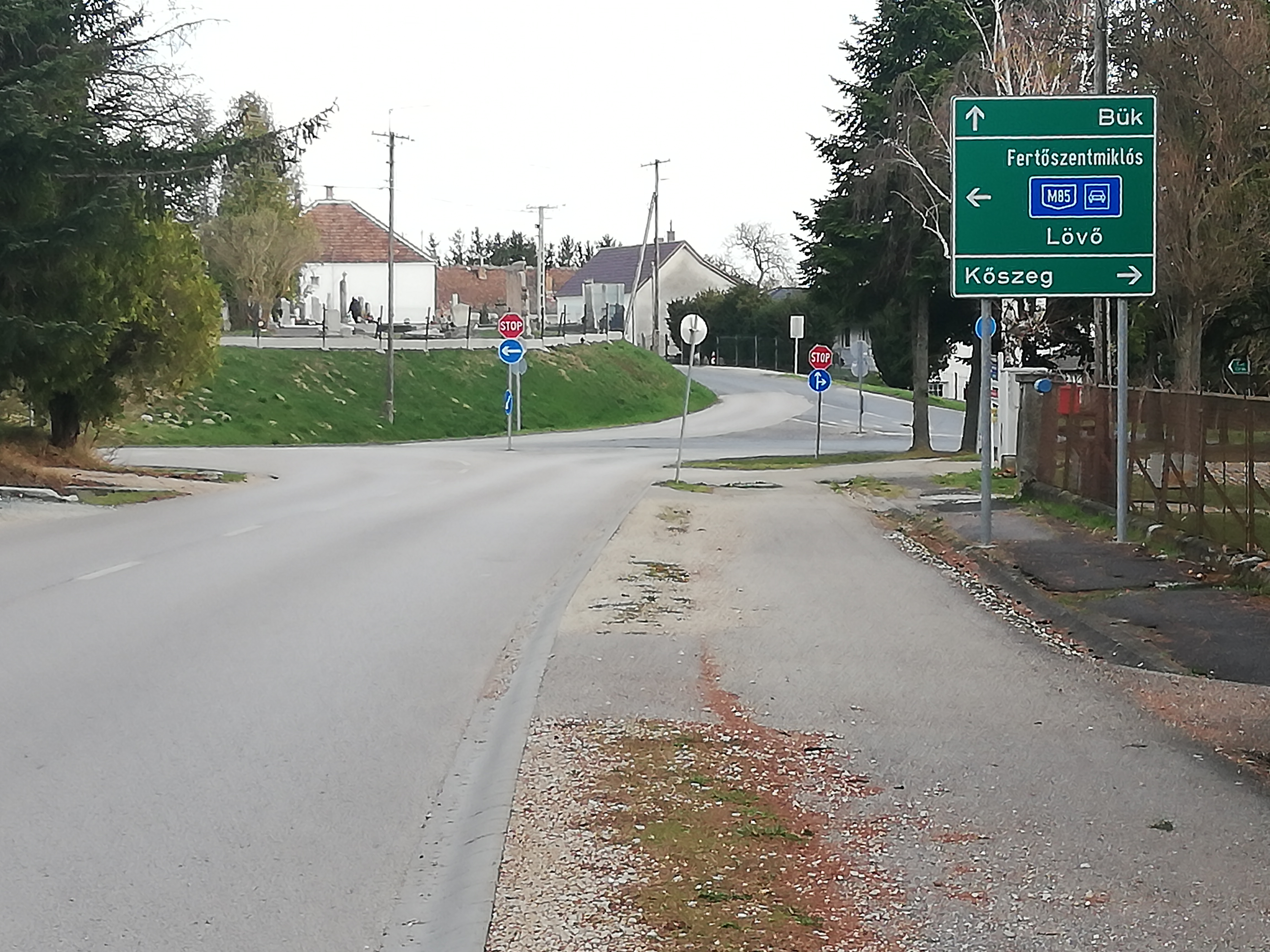
A 8614-es, 8626-os és 8627-es utak csomópontja